# Province de Đồng Tháp
Dong Thap (Đồng Tháp) est une province de la région du delta du Mékong  au Viêt Nam, dont l’économie repose sur le secteur primaire. C’est un des plus grands greniers à riz du pays.

## Localisation
Située au cœur du delta du Mékong, la province de Đồng Tháp est délimitée :
- au nord par la province de Prey Veng, au Cambodge. Elle est donc bordée par 47,8 km de frontière, jalonnés de 4 postes frontières : Thông Bình, Dinh Bà, Mỹ Cân et Thường Phước ;
- au sud par Vĩnh Long et Cần Thơ ;
- à l’ouest par An Giang ;
- à l’est par Long An et Tiền Giang.

Le chef-lieu de province de Đồng Tháp est la ville de Cao Lãnh, située à 162 km de Hô Chi Minh ville.

## Relief
La région de Đồng Tháp est relativement plate et elle se situe à environ un ou deux mètres au-dessus du niveau de la mer. 132 km de la fleuve Antérieur divisent la région de Đồng Tháp en deux parties :
1. la Plaine des Joncs au nord, dont le point culminant est situé à moins de 4 mètres au-dessus du niveau de la mer, et le point le plus bas à 70 cm ;
2. au sud, entre les fleuves Antérieur et Postérieur, se trouve un territoire en pente de gouttière dont le niveau au-dessus de la mer ne dépasse pas 0,80 – 1 m. Aussi ce territoire bas est-il couvert d’un mètre d’eau chaque année lors de la crue de septembre et octobre. Hormis ces deux rivières, il y a aussi les rivières Sở Thượng et Sở Hạ qui prennent leur source au Cambodge et se jettent dans le fleuve Antérieur au nord de la province. Au sud, les rivières sont nombreuses : Cái Tàu Thượng, Cái Tàu Hạ et Sa Đéc. À toutes ces rivières, il faut ajouter les 20 canaux et arroyos naturels et les canaux creusés : 110 canaux de type I, 2 400 km de canaux de type II et III. L’ensemble constitue un système hydro-agricole complexe qui permet l’écoulement des eaux lors de la crue, le drainage de l’eau douce et l’irrigation des campagnes.

## Écologie

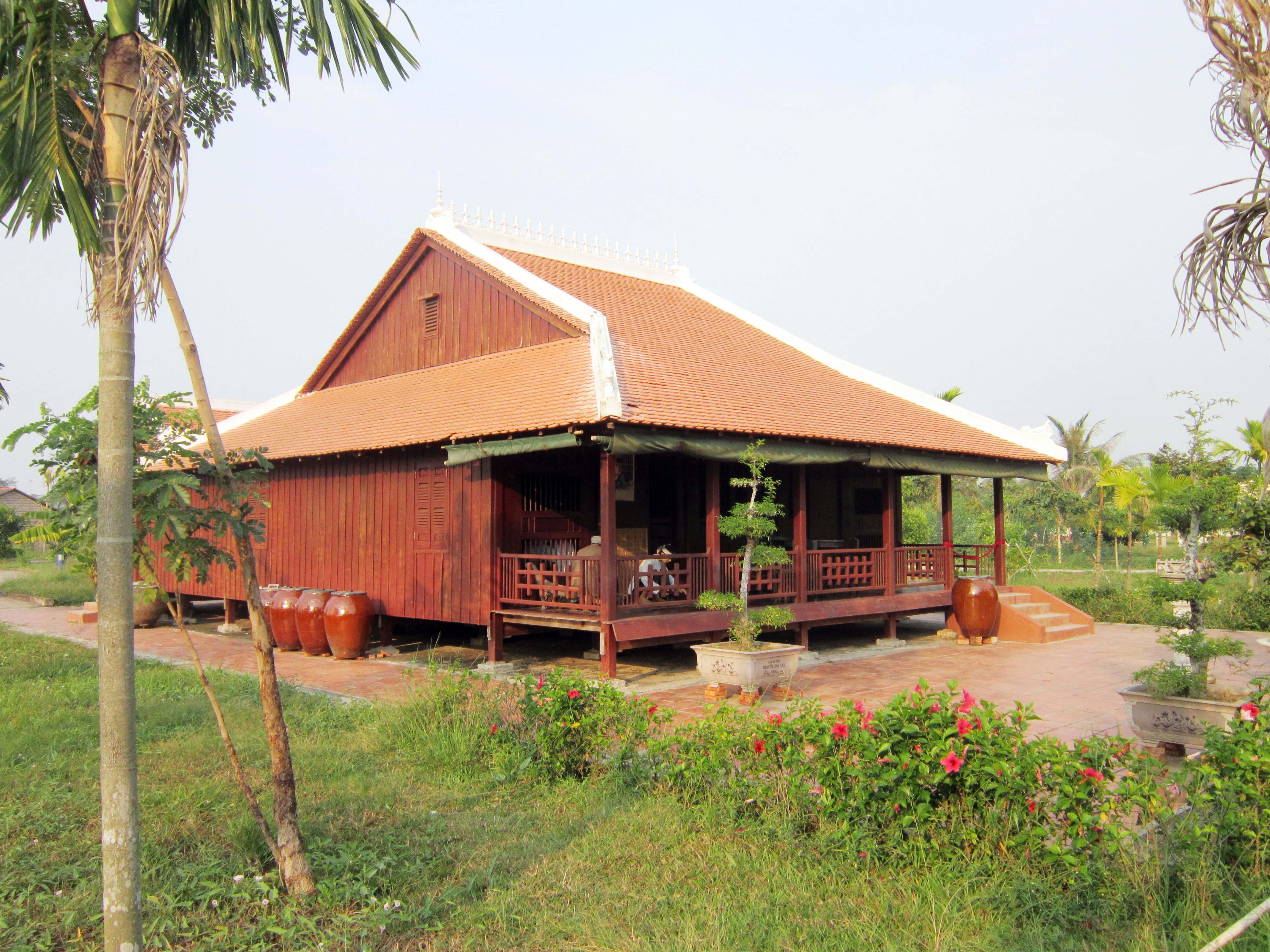
Maison typique sur pilotis, faisant aujourd'hui partie du parc du mausolée de Nguyễn Sinh Sắc à Cao Lãnh

La partie basse de la région, la plaine des Joncs, occupe les deux tiers de la province de Đồng Tháp. Elle est reconnue pour ses paysages, sa faune et sa flore, spécifiques et exceptionnels. Qui s’aventure jusqu’à la plaine des Joncs est surpris par la taille des forêts de cajeputs, les étendues d’eau couvertes de fleurs de lotus, l’immensité des vols d’oiseaux sauvages. 
La plaine des Joncs est connue pour son parc national écologique : le parc de Tràm Chim. Il s’agit d’une immense réserve naturelle (7500 ha) qui intéresse à plus d’un titre un certain nombre d’organisations internationales pour la préservation de l’environnement. Elle rassemble près de 140 espèces d’herbes et plantes médicinales, quarante espèces de poissons, des dizaines d’espèces de serpents et de tortues. La végétation y est luxuriante. Tràm Chim signifie en vietnamien « les oiseaux de la forêt de cajeput ». En effet, 198 espèces d’oiseaux nichent sur ce site : des pélicans, des canards de Barbarie aux ailes blanches, des canards sauvages, des grues à tête rouge, etc. Ces dernières sont également appelées « grues à tête déplumée » au Viêt Nam. Pour les Vietnamiens, la grue est le symbole de la vigueur, de la fidélité et de la perpétuité. Elle est représentée dans les pagodes et sur les autels des ancêtres dans de nombreuses maisons.

## Découpage administratif

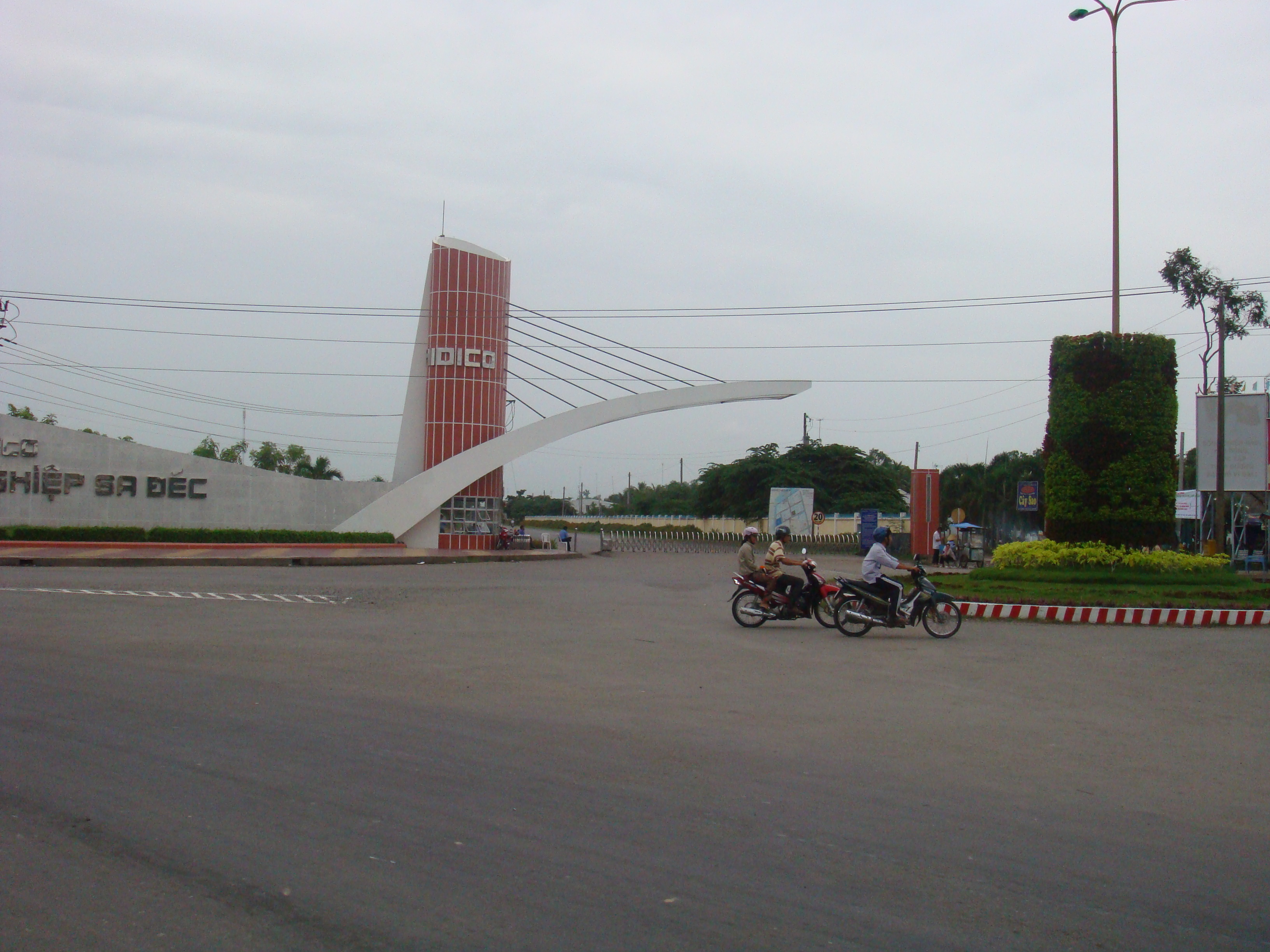
Zone industrielle de Sa Dec

Dong Thap est répartie actuellement en 12 divisions administratives du niveau de district (cấp huyện) :
- 3 villes provinciales (de type II, thành phố trực thuộc tỉnh) : Cao Lanh, Sadec et Hồng Ngự  ;
- 10 districts (huyện) comprenant 143 divisions administratives communales (cấp xã) : 115 communes rurales (xã), 9 villes communales (thị trấn) et 19 quartiers (phường).

Les 10 districts sont :
- Cao Lãnh
- Châu Thành
- Hồng Ngự
- Lai Vung
- Lấp Vò
- Tân Hồng
- Tam Nông
- Thanh Bình
- Tháp Mười

## Économie

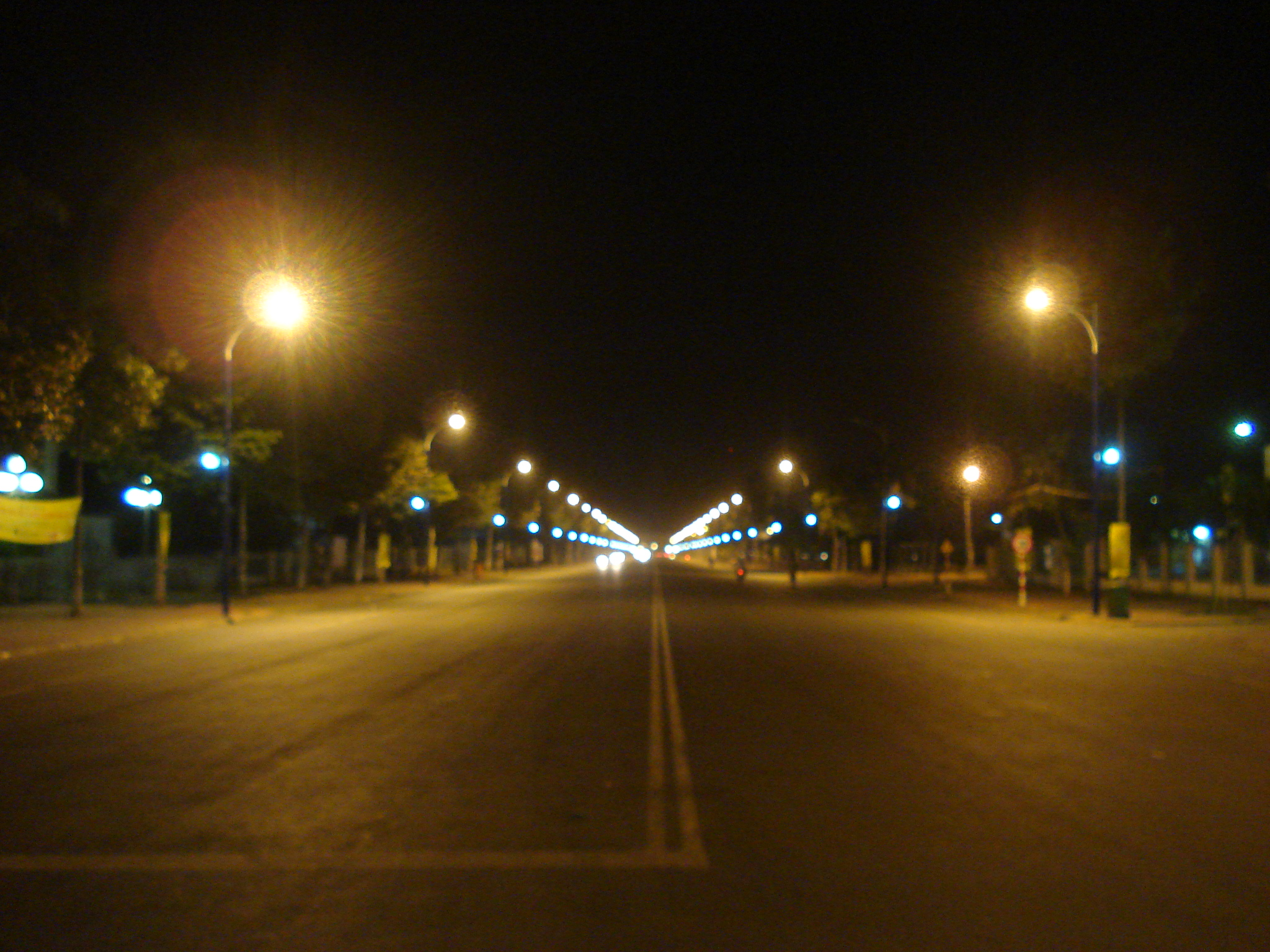
Cao Lanh, une ville récente du Sud Viêt Nam

Đồng Tháp est considérée comme une province moderne et industrialisée. C’est pour cela que le chef-lieu de la province de Dong Thap, Cao Lanh, a été reconnu comme centre urbain  de type 3 et, en janvier 2007, changé en Ville de Cao Lanh. En outre, la cité municipale de Sa Dec est également reconnue comme centre urbain de type 3, ce qui fait de Dong Thap la seule province de tout le pays ayant deux centres urbains de type 3.